# Andrzej Potocki (1630-1691)
Andrzej Potocki (né en 1630 – mort le 30 août 1691), membre de la noble famille polonaise Potocki, voïvode de Kiev (1668), de castellan de Cracovie (1682), hetman de la Couronne (1684).

## Biographie
En 1660, il est nommé grand porte étandard de la Couronne. Il se distingue en commandant l'aile gauche de l'armée royale à la bataille de Khotin le 11 novembre 1673. Après l'abdication de Jean II Casimir Vasa en 1668, il soutient la candidature du tsarévitch Fédor, ce qui lui vaut d'être mis au ban de la noblesse.
En 1675, Potocki est responsable de la défaite des Tatars à la bataille de Kalusz. En 1680, il est nommé voïvode de Cracovie, puis le castellan de Cracovie en 1682.
En 1683, lors de l'expédition de Vienne, le roi lui confie le gouvernement provisoire de la République. Menant des opérations militaires en Podolie, il reprend la plus grande partie des terres prises par la Turquie. En 1684, il est nommé hetman de la Couronne et prend part à l'expédition infructueuse en Moldavie.
Son corps a été profané par les communistes ukrainiens pendant la démolition de l'église, où l'hetman polonais avait été enterré.

## Sources
- Notices d'autorité :   - VIAF
  - ISNI
  - Pologne
  - NUKAT

- (en) Cet article est partiellement ou en totalité issu de l’article de Wikipédia en anglais intitulé « Andrzej Potocki » (voir la liste des auteurs).

- (pl) Cet article est partiellement ou en totalité issu de l’article de Wikipédia en polonais intitulé « Andrzej Potocki (hetman polny koronny) » (voir la liste des auteurs).